# Enicospilus biroi
Enicospilus biroi är en stekelart som först beskrevs av Szepligeti 1905.  Enicospilus biroi ingår i släktet Enicospilus och familjen brokparasitsteklar. Inga underarter finns listade i Catalogue of Life.